# Sunvära SK
Sunvära SK, bildad 4 januari 1943, i Värö socken, Varbergs kommun är en idrottsförening i Sverige. Klubben bedriver bandy, och använder sig av Sjöaremossens konstisbana som hemmaplan. Verksamheten bestod i början av bandy, friidrott, gång och skidsport. Sedan mitten av 1950-talet bedrivs enbart bandy.
Dambandylaget gjort tre säsonger i Sveriges högstadivision. Säsongen 2022/2023 spelar damlaget åter i högsta divisionen. Första matchen var mot regerande mästarna Villa Lidköping och slutade med förlust. 
Säsongen 2007/2008 spelade damlaget i Division 1 Södra och herrlaget i Division 1 Västra Götaland.

### Fotnoter
1. ↑  ”Maratontabell”. Svenska Bandyförbundet. Arkiverad från originalet den 31 juli 2021. https://web.archive.org/web/20210731221133/https://old.svenskbandy.se/globalassets/svenska-bandyforbundet/pdf-filer/tavling--resultat/damallsvenskan/maratontabell-elitserien-dam-20201203.pdf. Läst 1 augusti 2021.